# Stokes Twins
Alan Chen Stokes a Alex Chen Stokes (* 23. listopadu 1996), známí jako Stokes Twins, jsou americká dvojčata a influenceři.Proslavili se na YouTube a TikToku, kde je sledují miliony odběratel a sledujících. Videa začali natáčet samostatně a poté si vytvořili společný účet.

## Problémy se zákonem
V srpnu 2020 byla dvojčata obviněna z falešného násilného uvěznění a falešného ohlášení mimořádné události ve videu na YouTube, které natočili v říjnu 2019. Video obsahovalo dvě falešné bankovní loupeže, které byly myšleny jako žert. Po falešných loupežích běhali po městě a interagovali s kolemjdoucími.
Zavolali řidiči Uberu, který o ničem nevěděl a odmítl je odvézt. Ti se ho pokusili přinutit. Někteří kolemjdoucí zavolali policii a k videu byly přidány záběry dvojice, kterou zastavili policisté. Bratři byli varováni, ale zatčeni nebyli. Následně si začali dělat srandu z lidí na Kalifornské univerzitě v Irvinu.
Advokáti dvojčat vznesli tvrzení, že nejsou vinni, protože policie měla být před incidenty informovaná.
V dubnu roku 2021 dvojčata přiznala vinu a byla odsouzena ke 160 hodinám veřejně prospěšných prací a roční podmínce.